# Гідрейл

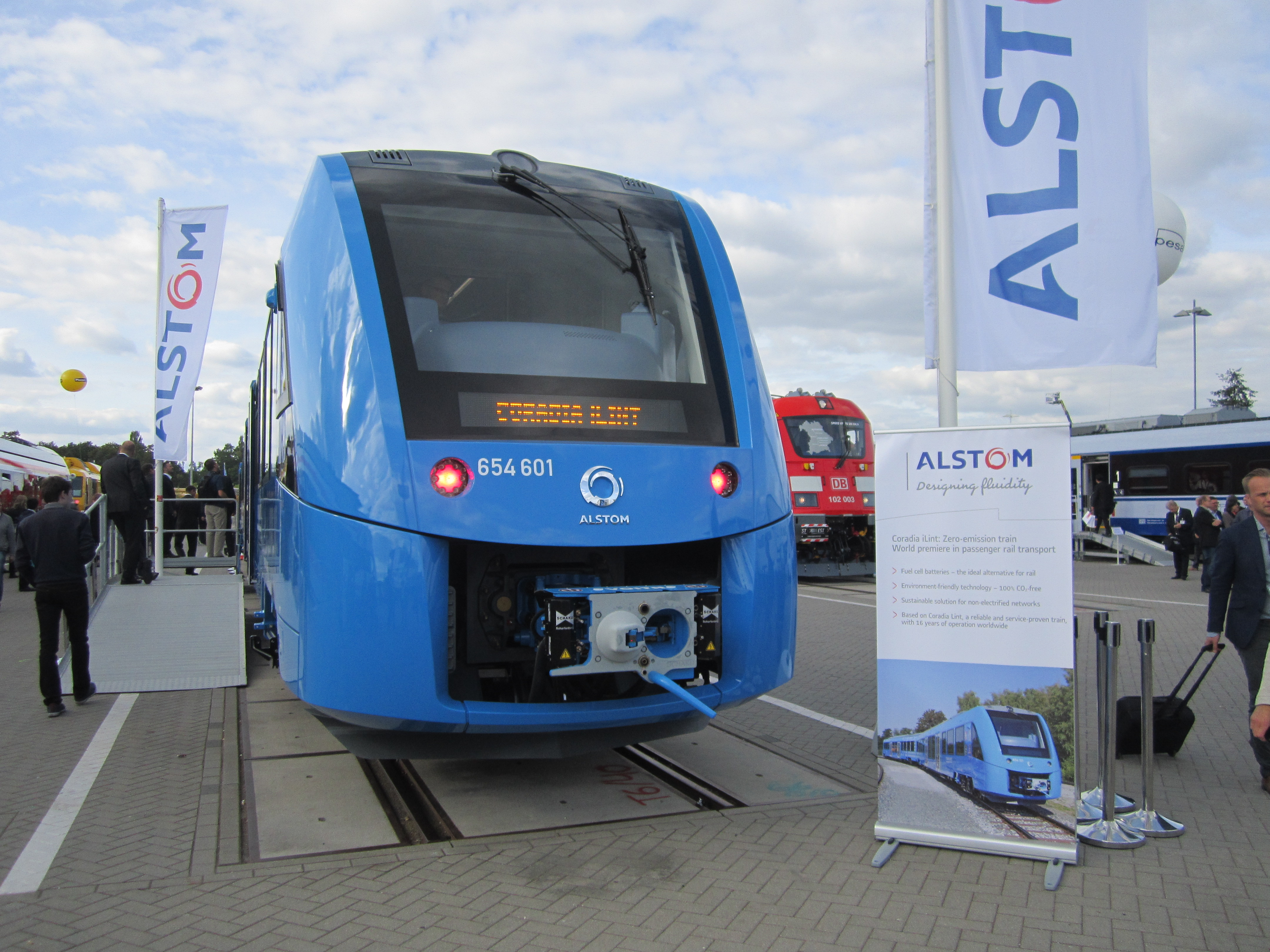
Дебют водневого пасажирського поїзда, 2016

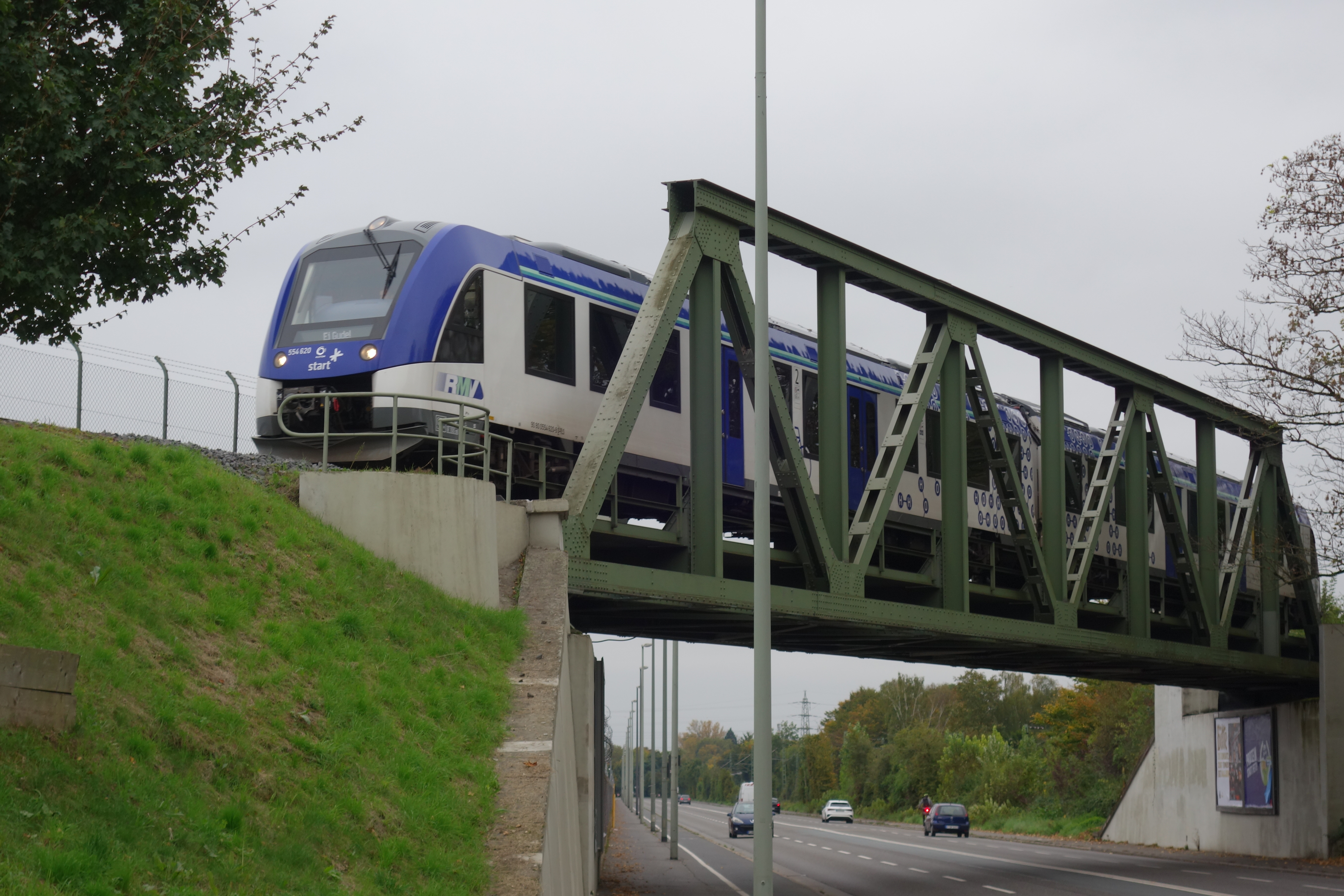
iLint-автомотриса на шляху до водневої заправної станції в Індустріальний парк Франкфурт-Хехст

Гідрейл — загальний прикметниковий термін, що описує всі форми залізничних транспортних засобів, великих чи малих, які використовують бортове водневе паливо як джерело енергії для живлення тягових двигунів, допоміжних пристроїв.

## Характеристика
Транспортні засоби Гідрейл використовують хімічну енергію водню для руху, або спалюючи водень у водневому двигуні внутрішнього згоряння, або реагуючи водень з киснем у паливній камері для роботи електродвигунів. Широке використання водню для заправки залізничних перевезень є основним елементом пропонованої економіки водню.
Автомобілі Гідрейл — це гібридні транспортні засоби з накопичувачем енергії з відновлюваними джерелами енергії, такими як акумулятори або суперконденсатори, для рекуперативного гальмування, підвищення ефективності та зменшення кількості необхідного накопичувача водню. Гідравлічні програми включають усі види залізничного транспорту: приміський залізничний транспорт; пасажирська залізниця; вантажна залізниця; легка рейка; залізничний швидкий транзит; шахтні залізниці; промислові залізничні системи; трамваї.

## Термінологія
Вперше термін гідрейл було використано 22 серпня 2003 р. у презентації в Центрі транспортних систем Вольпе Міністерства транспорту США в Кембриджі, Массачусетс. Стен Томпсон, колишній футуролог і стратегічний планувальник американської телекомунікаційної компанії AT&T, виступив з презентацією під назвою Mooresville Hydrail Initiative. Однак цей термін вперше з'явився в друкованому виданні 17 лютого 2004 р. у Міжнародному журналі водневої енергії як цільове слово пошукової машини, щоб дати змогу більш легко публікувати та знаходити всю роботу, вироблену в рамках дисципліни.
З 2005 року проводяться щорічні Міжнародні конференції з гідравліки. Організовані Аппалачським державним університетом та Торгово-промисловою палатою Південного Іределла Мурессвіль спільно з університетами та іншими структурами, конференції об'єднують вчених, інженерів, керівників підприємств, промислових експертів та операторів, що працюють або використовують технології у всьому світі з метою пришвидшення впровадження технології з екологічних, кліматичних, енергетичних питань та з метою економічного розвитку.
Протягом 2010-х років як паливні елементи, так і обладнання для генерації водню були задіяні декількома транспортними операторами в різних країнах, таких як Китай, Німеччина, Японія, Тайвань, Велика Британія та США. Багато тих самих технологій, які можна застосувати до гідравлічних транспортних засобів, можна застосувати і до інших видів транспорту.

## Технологія
Водень є загальним і легким для пошуку елементом, оскільки кожна молекула води має два атоми водню на кожен присутній атом кисню . Водень можна відокремити від води кількома способами, включаючи риформінг пари (зазвичай передбачає використання викопного палива) та електроліз (що вимагає великої кількості електроенергії та використовується рідше). Після виділення водень може служити формою палива. Було запропоновано, що водень для заправки гідравлічних транспортних засобів може вироблятися в індивідуальних складах технічного обслуговування, що вимагає лише постійного постачання електрики та води.
Розробка більш легких та спроможних паливних елементів збільшила життєздатність транспортних засобів, що працюють на водні. За даними канадської компанії Hydrogenics, у 2001 році їх було 25 кВт паливний елемент важив 290 кг та мали ККД від 38 до 45 відсотків; однак до 2017 року вони випускали більш потужні та компактні паливні елементи вагою 72 кг, а при ККД від 48 до 55 відсотків, щільність потужності приблизно в п'ять разів. Використання рушія водню в деяких типах поїздів, таких як вантажні локомотиви або швидкісні поїзди, є менш привабливим і більш складним, Тиск на скорочення викидів у залізничній галузі зіграє певну роль у стимулюванні попиту на поглинання гідравліки.
Ключовою технологією типової рушійної системи водню є паливний елемент. Цей пристрій перетворює хімічну енергію, що міститься у водню, з метою виробництва електроенергії, а також води та тепла. Як такий, паливний елемент буде працювати таким чином, який по суті є зворотним до процесу електролізу, що використовується для створення палива; споживаючи чистий водень для виробництва електроенергії, а не споживаючи електричну енергію для виробництва водню, хоча і несе певний рівень втрат енергії при обміні. Електроенергія, вироблена бортовим паливним елементом, буде подаватися в двигун для руху поїзда. Витрати на електрифікацію накладних проводів становлять близько 2 млн євро / км, тому електрифікація не є економічно вигідним рішенням для маршрутів з низьким рівнем руху, і альтернативи можуть бути рішення для акумуляторів та гідравліки.
Вважається, що виробництво водню з використанням непікової електроенергії, доступної з електричних мереж країн, може бути однією з найбільш економічних практик. Станом на січень 2017 р. водень, вироблений електролізом, зазвичай коштує приблизно стільки ж, скільки природний газ, і майже вдвічі більше, ніж дизельне паливо; однак, на відміну від будь-якого з цих видів палива на основі викопних матеріалів, рушій водню виробляє нульові викиди транспортних засобів. У звіті Європейської комісії за 2018 рік зазначається, що якщо водень виробляється за допомогою парового риформінгу метану, викиди гідравліки становлять 45 % нижче, ніж дизель-поїзди.
Вітроелектростанція потужністю 10 МВт здатна виробляти 2,5 тонни водню на день; достатньо для живлення парку з 14 поїздів iLint на відстань 600 км на добу. Станом на січень 2017 року виробництво водню у всьому світі розширюється в кількості та доступності, збільшуючи його привабливість як палива. Потреба у створенні дієздатної мережі розподілу водню, швидше за все, зіграє певну роль у стримуванні зростання гідравлічних систем, принаймні в короткостроковій перспективі.
Успішне широкомасштабне впровадження цієї технології першим, хто впроваджує, може мати вирішальне значення у подоланні поглядів на небажання та традиціоналізм. Крім того, перехід від дизельного до гідравлічного рушія може мати значні переваги. Згідно з результатами дослідження, проведеного консорціумом Hitachi Rail Europe, Бірмінгемським університетом та Fuel Cell Systems Ltd, гідравлічні транспортні засоби у формі багаторазових дизельних агрегатів можуть бути здатними до значного зменшення споживання енергії; повідомляється, їхня модель вказувала на економію до 52 відсотків на лінії Норвіч — Шерінгем порівняно із звичайною тягою.

### Безпека
Водень є горючим у широкому діапазоні (4 % —74 %) сумішей з повітрям, а вибухонебезпечний — у 18—59 %.